# Jadwiga Strzelecka (piosenkarka)
Jadwiga Strzelecka (ur. 11 grudnia 1943 w Łodzi) – polska piosenkarka.

## Życiorys
W 1964 zajęła I miejsce na Festiwalu Piosenki Polskiej w Opolu w koncercie „Giełda giełd”. W 1975 wraz z Ireną Jarocką i Danielem zdobyła II nagrodę na Coupe d'Europe Musicale w Villach (Austria). II nagrodę zdobyła również na festiwalu w Sofii w 1976. Wylansowała takie przeboje jak „Co ja zrobię, że cię lubię”, „A w górach już jesień”, „Gdzie ten świat młodych lat”, „Miłość to raz”, „Tylko ten”, „Przed nami świat”. Komponowali dla niej Jarosław Kukulski, Włodzimierz Korcz, Piotr Figiel. Występowała na Festiwalu Piosenki Radzieckiej w Zielonej Górze.

## Piosenki
- „A w górach już jesień” (muzyka Piotr Figiel, słowa Janusz Kondratowicz)

## Dyskografia
- 1974: Co ja zrobię, że cię lubię
- 1977: Dziewczyny marzą o miłości